# Licurici (gmina)
Licurici – gmina w Rumunii, w okręgu Gorj. Obejmuje miejscowości Frumușei, Licurici, Negreni i Totea. W 2011 roku liczyła 2272 mieszkańców.